# Polydesmus taranus
Polydesmus taranus är en mångfotingart som beskrevs av Karl Wilhelm Verhoeff 1936. Polydesmus taranus ingår i släktet Polydesmus och familjen plattdubbelfotingar. Inga underarter finns listade i Catalogue of Life.